# Mont Neacola
Le mont Neacola (en anglais : Mount Neacola) est un sommet américain dans le borough de la péninsule de Kenai, en Alaska. Il culmine à 2 873 mètres d'altitude dans les monts Neacola, dont il est le point culminant. Il est protégé au sein des parc national et réserve de Lake Clark.